# Lutfi Haziri
Lutfi Haziri (ur. 8 listopada 1969 w Gnjilanem) – kosowski biolog, minister, burmistrz miasta Gnjilane w latach 2000-2004 i 2013-2021, wicepremier Kosowa w latach 2006-2008.

## Życiorys
Od 1990 roku działał w strukturach Ministerstwa Spraw Wewnętrznych. W marcu 1990 został wybrany na przewodniczącego oddziału młodzieżówki Demokratycznej Ligi Kosowa w Gnjilanem, funkcję tę piastował do 1997 roku, następnie do 2000 roku był wiceprzewodniczącym oddziału partyjnego w tym mieście.
W listopadzie 1998 roku został aresztowany pod zarzutem kierowania strukturami Armii Wyzwolenia Kosowa w rejonie Karadaku; wyszedł na wolność w następnym roku. W sierpniu 1999 roku został wybrany na wiceburmistrza Gnjilane, a od listopada 2000 do grudnia 2004 roku był burmistrzem tego miasta.
W grudniu 2004 został wybrany na szefa nowo utworzonego Ministerstwa ds. Administracji Samorządowej, wybrano go również na członka Prezydium Demokratycznej Ligi Kosowa.
W 2006 roku przewodził kosowskiej delegacji, która wzięła udział w prowadzonych przez wysłannika ONZ Marttiego Ahtisaariego rozmowach z Serbią na temat statusu politycznego Kosowa.
Od 8 marca 2006 do 2008 roku był wicepremierem Kosowa. Zasiadał następnie w Zgromadzeniu Kosowa, gdzie w latach 2008-2010 przewodził parlamentarnej grupie LDK; w 2010 roku uzyskał reelekcję w wyniku wyborów parlamentarnych.
W 2010 roku był ministrem kultury, młodzieży i sportu.
W 2013 roku został ponownie wybrany na urząd burmistrza Gnjilane. Uzyskał reelekcję w listopadzie 2017 roku zdobywając 63,97% głosów, pokonując tym reprezentującego partię Samookreślenie Samiego Kurteshiego. 22 grudnia tego roku złożył ślubowanie.
W 2021 roku zgłosił swoją kandydaturę w wyborach na urząd burmistrza miasta, które odbyły się dnia 17 października. Nie uzyskał jednak reelekcji; 9 grudnia Haziri przestał pełnić funkcję burmistrza, a jego następcą został Alban Hyseni z Samookreślenia.
Aktualnie jest wiceprzewodniczącym LDK oraz przewodniczącym jej struktur w Gnjilane.

## Tytuły
Lutfi Haziri jest honorowym obywatelem miast Strasburg, Lexington i Hot Springs. Został również nagrodzony tytułem pułkownika Kentucky.

## Życiorys
Żonaty z Myrvete Bajrami, ojciec trzech córek i jednego syna. Część rodziny Haziriego (m.in. jego siostra i brat) mieszka w Zurychu.
Jego dziadek Hetem Haziri został pośmiertnie odznaczony przez prezydenta Albanii Bujara Nishaniego Złotą Odznaką Orła.